# Tajik League 2000
De Tajik League 2000 is het negende seizoen van de Tajik League.
Het voetbalkampioenschap van Tadzjikistan (Ligai olii Toçikiston) is in 1992 gestart nadat Tadzjikistan onafhankelijk werd na het uiteenvallen van de Sovjet-Unie. Het hoogste niveau bestaat in 2000 uit 10 voetbalclubs en er wordt gevoetbald van het voorjaar tot en met het najaar. Titelhouder van vorige seizoen zijn Varzob Dushanbe.

## Stand
| Pos | Team                    | Wed | W  | G | V  | Ptn | DV  | DT  | +/− |
| --- | ----------------------- | --- | -- | - | -- | --- | --- | --- | --- |
| 1   | Varzob Dushanbe (C)     | 34  | 27 | 6 | 1  | 87  | 111 | 22  | +89 |
| 2   | Regar-TadAZ             | 34  | 23 | 8 | 3  | 77  | 83  | 23  | +60 |
| 3   | Khujand                 | 34  | 21 | 5 | 8  | 68  | 94  | 37  | +57 |
| 4   | CSKA Pamir Dushanbe     | 34  | 15 | 7 | 12 | 52  | 54  | 51  | +3  |
| 5   | Panjshir                | 34  | 14 | 5 | 15 | 47  | 57  | 63  | −6  |
| 6   | Khoja Karimov Gazimalik | 34  | 14 | 3 | 17 | 45  | 47  | 61  | −14 |
| 7   | Vakhsh Qurghonteppa     | 34  | 10 | 3 | 21 | 33  | 57  | 83  | −26 |
| 8   | Ravshan Kulob           | 34  | 9  | 6 | 19 | 33  | 54  | 74  | −20 |
| 9   | Umed Dushanbe           | 18  | 2  | 3 | 13 | 9   | 21  | 65  | −44 |
| 10  | Lokomotive Dushanbe     | 34  | 1  | 6 | 27 | 9   | 19  | 111 | −92 |

## Topscores
| Rank | Spelers         | Club        | Doelpunten |
| ---- | --------------- | ----------- | ---------- |
| 1    | Mansur Khakimov | Khujand     | 28         |
| 2    | P.Burkhanov     | Regar-TadAZ | 20         |
| 3    | B.Zakirov       | Panjsher    | 18         |
| 4    | Ashurmamadov    | Varzob      | 17         |
| 5    | Kh.Zardov       | Varzob      | 16         |

1992 · 1993 · 1994 · 1995 · 1996 · 1997 · 1998 · 1999 · 2000 · 2001 · 2002 · 2003 · 2004 · 2005 · 2006 · 2007 · 2008 · 2009 · 2010 · 2011 · 2012 · 2013 · 2014 · 2015 · 2016 · 2017 · 2018 · 2019 · 2020 · 2021 · 2022 · 2023 · 2024 · 2025
Chatlon · 
Choedzjand ·
CSKA Pomir · 
Doesjanbe-83 · 
Fajzdjand · 
Istaravshan · 
Istiklol · 
Koektosj Rudaki · 
Lokomotiv Pomir · 
Regar-TadAZ